# Джо Рау
Джозеф «Джо» Патрік Рау (англ. Josef «Joe» Patrick Rau; нар. 17 березня 1991) — американський борець греко-римського стилю, триразовий Панамериканський чемпіон, учасник Олімпійських ігор.

## Життєпис
Виступає за борцівський клуб «Minnesota Storm». Тренери — Ден Чандлер, Брендон Поульсон, Майк Гоук.

## Спортивні результати на міжнародних змаганнях

### Виступи на Олімпіадах
| Змагання                    | Збірна | Вагова категорія                 | Місце |
| --------------------------- | ------ | -------------------------------- | ----- |
| Літні Олімпійські ігри 2024 | США    | греко-римська боротьба, до 97 кг | 9     |

### Виступи на Чемпіонатах світу
| Змагання                        | Збірна | Вагова категорія                 | Місце |
| ------------------------------- | ------ | -------------------------------- | ----- |
| Чемпіонат світу з боротьби 2014 | США    | греко-римська боротьба, до 80 кг | 23    |
| Чемпіонат світу з боротьби 2019 | США    | греко-римська боротьба, до 87 кг | 16    |
| Чемпіонат світу з боротьби 2023 | США    | греко-римська боротьба, до 97 кг | 19    |

### Виступи на Панамериканських чемпіонатах
| Змагання                                   | Збірна | Вагова категорія                 | Місце  |
| ------------------------------------------ | ------ | -------------------------------- | ------ |
| Панамериканський чемпіонат з боротьби 2015 | США    | греко-римська боротьба, до 80 кг | Золото |
| Панамериканський чемпіонат з боротьби 2020 | США    | греко-римська боротьба, до 87 кг | Золото |
| Панамериканський чемпіонат з боротьби 2023 | США    | греко-римська боротьба, до 97 кг | Золото |

### Виступи на Панамериканських іграх
| Змагання                  | Збірна | Вагова категорія                 | Місце |
| ------------------------- | ------ | -------------------------------- | ----- |
| Панамериканські ігри 2019 | США    | греко-римська боротьба, до 87 кг | 5     |
| Панамериканські ігри 2023 | США    | греко-римська боротьба, до 97 кг | 5     |

### Виступи на Чемпіонатах світу серед студентів
| Змагання                                        | Збірна | Вагова категорія                 | Місце |
| ----------------------------------------------- | ------ | -------------------------------- | ----- |
| Чемпіонат світу з боротьби серед студентів 2014 | США    | греко-римська боротьба, до 85 кг | 10    |

### Виступи на інших змаганнях
| Змагання                                                         | Збірна | Вагова категорія                 | Місце  |
| ---------------------------------------------------------------- | ------ | -------------------------------- | ------ |
| Кубок Канади з боротьби 2012                                     | США    | вільна боротьба, до 84 кг        | Бронза |
| Міжнародний турнір Ньюйоркського атлетичного клубу 2013          | США    | греко-римська боротьба, до 84 кг | Срібло |
| Міжнародний меморіал Дейва Шульца 2015                           | США    | греко-римська боротьба, до 80 кг | Срібло |
| Відкритий чемпіонат Загреба з боротьби 2015                      | США    | греко-римська боротьба, до 80 кг | Золото |
| Гран-прі Іспанії з боротьби 2015                                 | США    | греко-римська боротьба, до 98 кг | Бронза |
| Кубок Владислава Пітласинські 2015                               | США    | греко-римська боротьба, до 98 кг | 18     |
| Міжнародний меморіал Білла Фаррелла 2015                         | США    | греко-римська боротьба, до 98 кг | Золото |
| Золотий Гран-прі з боротьби 2015                                 | США    | греко-римська боротьба, до 98 кг | 10     |
| Гран-прі Загреба з боротьби 2016                                 | США    | греко-римська боротьба, до 98 кг | Срібло |
| Гран-прі Угорщини з боротьби 2016                                | США    | греко-римська боротьба, до 98 кг | 13     |
| Олімпійський кваліфікаційний турнір з боротьби 2016 (Фріско)     | США    | греко-римська боротьба, до 98 кг | Бронза |
| Олімпійські випробування США 2016                                | США    | греко-римська боротьба, до 98 кг | Золото |
| Олімпійський кваліфікаційний турнір з боротьби 2016 (Улан-Батор) | США    | греко-римська боротьба, до 98 кг | 20     |
| Олімпійський кваліфікаційний турнір з боротьби 2016 (Стамбул)    | США    | греко-римська боротьба, до 98 кг | 9      |
| Гран-прі Угорщини з боротьби 2017                                | США    | греко-римська боротьба, до 98 кг | 16     |
| Міжнародний меморіал Білла Фаррелла 2018                         | США    | греко-римська боротьба, до 87 кг | Бронза |
| Міжнародний меморіал Білла Фаррелла 2018                         | США    | вільна боротьба, до 86 кг        | Золото |
| Гран-прі Німеччини з боротьби 2018                               | США    | греко-римська боротьба, до 87 кг | 15     |
| Кубок Владислава Пітласинські 2018                               | США    | греко-римська боротьба, до 87 кг | 9      |
| Кубок Хапаранди з боротьби 2018                                  | США    | греко-римська боротьба, до 87 кг | Срібло |
| Кубок Арво Хаавісто 2018                                         | США    | греко-римська боротьба, до 87 кг | 10     |
| Міжнародний меморіал Дейва Шульца 2019                           | США    | вільна боротьба, до 86 кг        | 4      |
| Міжнародний меморіал Дейва Шульца 2019                           | США    | греко-римська боротьба, до 87 кг | Бронза |
| Меморіал Маттео Пелліконе 2020                                   | США    | греко-римська боротьба, до 87 кг | 5      |
| Олімпійський кваліфікаційний турнір з боротьби 2020 (Оттава)     | США    | греко-римська боротьба, до 87 кг | Золото |
| Гран-прі Загреба з боротьби 2021                                 | США    | греко-римська боротьба, до 87 кг | 5      |
| Меморіал Маттео Пелліконе 2021                                   | США    | греко-римська боротьба, до 87 кг | 5      |
| Меморіал Імре Поляка та Яноша Варги 2023                         | США    | греко-римська боротьба, до 97 кг | 8      |
| Відкритий чемпіонат Загреба з боротьби 2024                      | США    | греко-римська боротьба, до 97 кг | 30     |
| Турнір Дана Колова — Николи Петрова 2024                         | США    | греко-римська боротьба, до 97 кг | Бронза |
| Меморіал Імре Поляка та Яноша Варги 2024                         | США    | греко-римська боротьба, до 97 кг | 5      |